# Birds and Bees
«Birds and Bees» es una canción interpretada por el dúo británico Warm Sounds. Fue publicada como sencillo el 7 de abril de 1967 a través de Deram, subsidiaria de Decca Records. «Birds and Bees» se convirtió en un hit single, alcanzando la posición #27 en la lista de sencillos del Reino Unido.

## Recepción de la crítica
El crítico de AllMusic, Bruce Eder, describe «Birds and Bees» como “un clásico del pop psicodélico”. Tim Sendra afirma que la canción “tiene un arreglo pop barroco brillante para acompañar las armonías vocales”.

## Posicionamiento
| Gráfica (1967)                 | Pico de posición |
| ------------------------------ | ---------------- |
| Reino Unido (Radio London)     | 1                |
| Reino Unido (UK Singles Chart) | 27               |